# Héctor Scotta
Héctor Horacio Scotta (San Justo, 27 de setembro de 1950) é um futebolista argentino. Scotta é mais famoso por sua proeza de marcar 60 gols em 1975.
Scotta iniciou sua carreira em 1970 com o Unión de Santa Fe, mas depois de apenas uma temporada, ele mudou-se para o San Lorenzo, onde fez parte da equipa vencedora do Campeonato Argentino de 1974. Em 1975 Scotta foi o artilheiro do Campeonato Argentino com 28 gols e campeão do Metropolitano com 32 gols, sendo o artilheiro da América Sul e no mundo. Scotta  então foi premiado com a Olimpia de Plata nesse mesmo do ano como melhor jogador do Campeonato Argentino.
A realização de tantos gols atraiu a atenção do futebol espanhol, onde fez sucesso no Sevilla. Voltou à Argentina em 1980 e após uma breve temporada com o Ferro Carril Oeste, em 1980, retornou ao San Lorenzo em 1981. Não conseguiu evitar o rebaixamento, mas transferiu-se em seguida ao Boca Juniors. Não repetiu a boa fase e depois teve passagens pela 2ª divisão da Argentina em equipes como Nueva Chicago, All Boys e Deportivo Armenio.
Ele é irmão de Néstor Scotta, que jogou no futebol brasileiro pelo Grêmio.

## Títulos
San Lorenzo
- Campeonato Argentino de Futebol: 1972 (Metropolitano), 1972 (Nacional) e 1974 (Nacional)